# Artabotrys brachypetalus
Artabotrys brachypetalus este o specie de plante angiosperme din genul Artabotrys, familia Annonaceae, descrisă de George Bentham. Conform Catalogue of Life specia Artabotrys brachypetalus nu are subspecii cunoscute.